# أتلتيكو زاكاتيبيك
زاكاتيبيك هو نادي كرة قدم مكسيكي أٌسس عام 1948. يلعب النادي في Liga TDP ‏.

## أعلام
- أنخيل غاسبار